# Nachal Betach
Nachal Betach (hebrejsky נחל בטח) je vádí v jižním Izraeli, na severovýchodním okraji Negevské pouště, respektive v Judské poušti.
Začíná v nadmořské výšce okolo 600 metrů u hory Har Betach nedaleko od hranic Západního břehu Jordánu, v kopcovité a neosídlené pouštní krajině. Vádí pak směřuje k jihu, prudce klesá a zeřezává se do okolního terénu. U vrchů Har Tar a Har Chardon ústí zleva do vádí Nachal Adaša, které jeho vody odvádí do povodí Mrtvého moře.